# 後藤敬
後藤 敬（ごとう けい、1851年（嘉永4年5月） - 1911年（明治44年）3月9日）は、日本の政治家、衆議院議員（1期）。

## 経歴
播磨国佐用郡末広村(のち兵庫県佐用郡大広村→三日月町、現・佐用町)生まれ。佐用郡設置以来佐用郡長を20年余務める。
1890年の第1回衆議院議員総選挙において兵庫8区から近畿倶楽部所属で立候補するが落選した。1892年の第2回衆議院議員総選挙で近畿倶楽部から再び立候補して当選した。衆議院議員を1期務め、1894年の第3回衆議院議員総選挙では国民協会から立候補して次点で落選した。1911年に死去した。